# Ceyda Pirali
Ceyda Pirali (Istanbul, 12 de juliol de 1961) és una pianista, compositora i arranjadora turca. També és la directora del grup musical Piatango. El 2019 publica el seu album Karma.
La cantant turca Oya Küçümen és una de les artistes que canten les obres de Pirali. Entre les seves composicions es troba també un tango.